# Фара

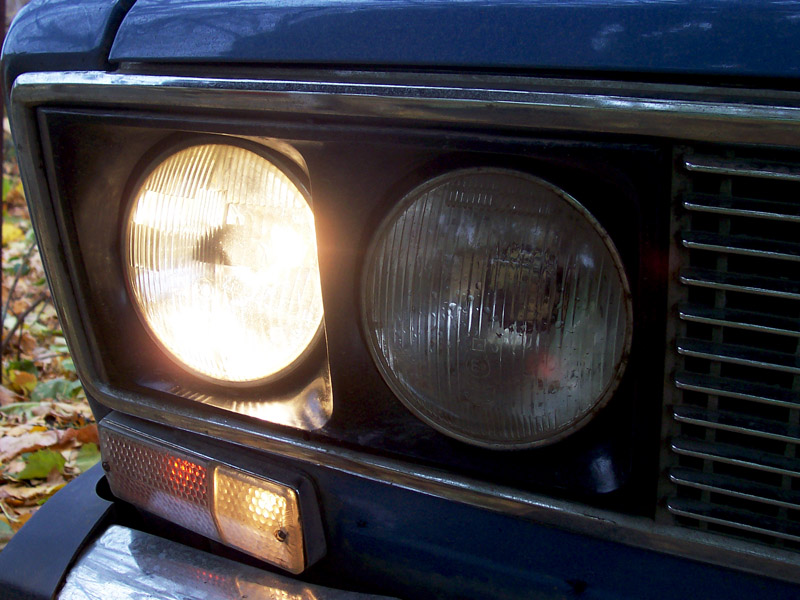
Фара

Фа́ра (грец. Φάρος — Фарос[джерело?]) — джерело спрямованого світла, встановлене на транспортному засобі та призначене для освітлення навколишньої місцевості, дороги, а також у світлу пору доби — з метою позначення транспортного засобу, що рухається (наприклад, на дорозі).

## Конструкція
Фара складається з джерела світла, відбивача (рефлектора), рифленого скла (розсіювача світла) і корпусу з тримачем (кріпленням). Джерела світла (лампа розжарювання, світлодіодна, металогалогенна, ксенонова, галогенна лампи) зазвичай має регульовану/перемикаються потужність. У лампах розжарювання це зазвичай наявність двох ниток розжарювання: дальнє світло дає нитка великої потужності (або одночасне включення обох), розташована у фокусі відбивача, ближнє світло дає нитка малої потужності, зміщена від фокусу відбивача вгору наліво.
Практично будь-який транспортний засіб обладнується фарами (у випадку двох фар вони повинні розташовуватися симетрично поздовжній осі транспортного засобу). На багатьох автомобілях є протитуманні фари. Спеціальні автомобілі мають фари-шукачі, які можуть повертатися в різних напрямках (прожектор). На тракторах та інших робочих транспортних засобах фари встановлюють також позаду, для можливості спостерігати за причіпними машинами та знаряддями.
Велику популярність на звичайних серійних автомобілях у виробників автомобілів набирають фари головного світла, що використовують у вигляді джерела світла Світильники світлодіоди. Великим плюсом світлодіодів є наднизьким споживанням енергії і дуже великий ресурс роботи, становить від 30000 до 100000 годин. Наприклад, у звичайної автомобільної галогенною лампи ресурс дорівнює 2000 годин.
Коли фари з часом зношуються, рекомендується проводити полірування скла фар або заміну фар, також є альтернативний варіант — замінити скло фар.